# Lozzo Atestino

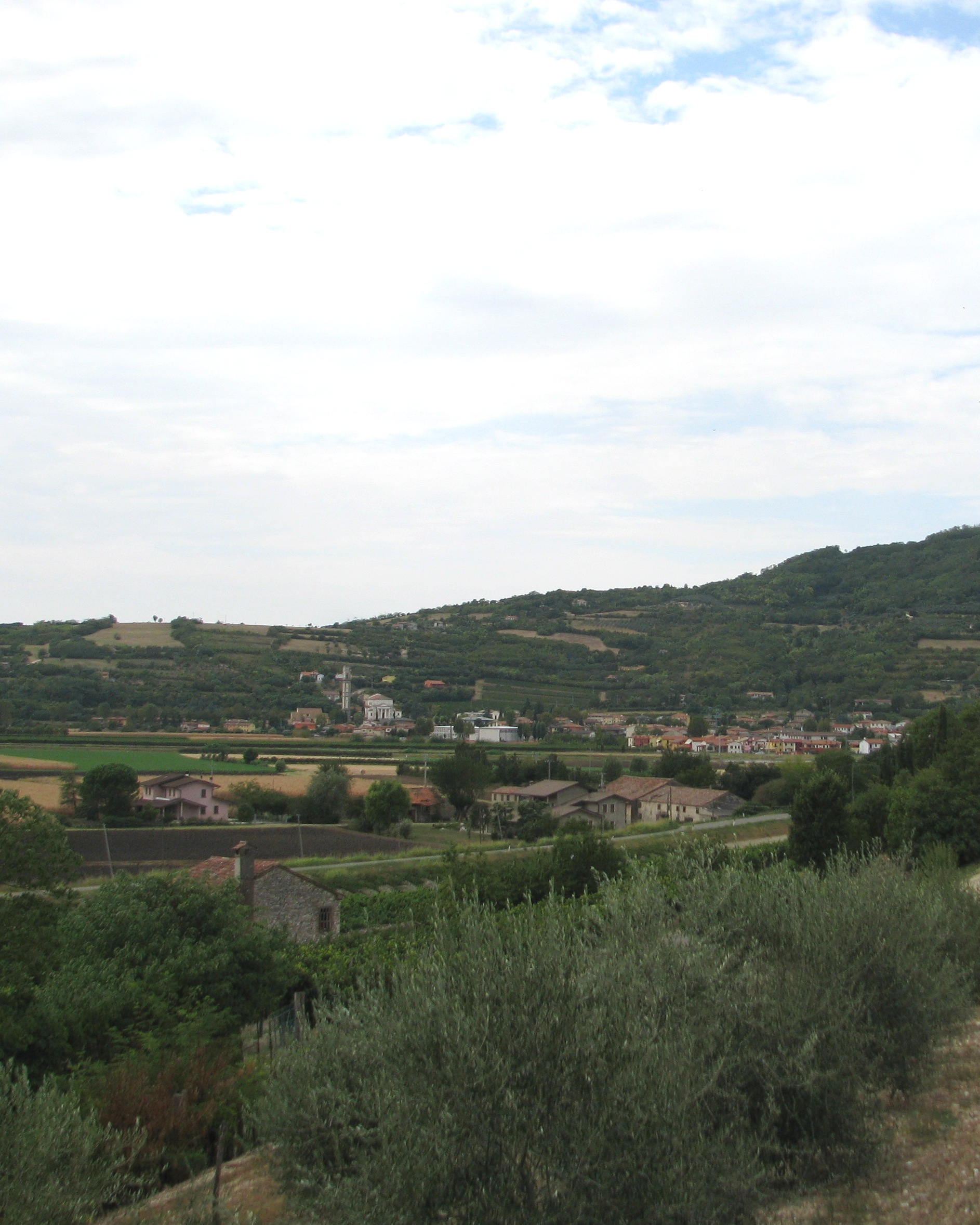
Lozzo Atestino

Lozzo Atestino ist eine nordostitalienische Gemeinde (comune) mit 3069 Einwohnern (Stand 31. Dezember 2023) in der Provinz Padua in Venetien. Die Gemeinde liegt etwa 26 Kilometer südwestlich von Padua am Rande des Parco regionale dei Colli Euganei und grenzt unmittelbar an die Provinz Vicenza.

## Verkehr
Durch die Gemeinde führt die Strada Statale 247 Riviera von Este nach Vicenza.